# 郭孟和
郭孟和（1907年—1983年），中华人民共和国政治人物。
担任劳模。玉门油矿工。1954年，当选第一届全国人民代表大会代表。